# Eric van der Woodsen
Erik van der Woodsen est un personnage de fiction de la série littéraire Gossip Girl et de la série télévisée du même nom. C'est le frère de Serena van der Woodsen et le fils de Lily van der Woodsen. Son personnage est interprété dans la série par Connor Paolo.

## Biographie de fiction
Erik van der Woodsen est le frère de Serena van der Woodsen et le fils de Lily van der Woodsen. Sa mère étant mariée avec Bart Bass, celui-ci devint son beau-père et Charles (dites Chuck) Bass (Chuck Bass) son "demi frère". Sa meilleure amie est Jenny Humphrey.
Erik a tenté de se suicider et est hospitalisé en clinique psychiatrique. Par la suite, il apprendra que sa mère a elle-même été hospitalisée quand elle avait 19 ans. 
Dans la série télévisée, Erik est homosexuel et le premier à le savoir est Chuck qui, malgré les apparences, va l'aider à faire son coming out. Dans la saison 1, il est avec Asher mais celui-ci refusant d'admettre son homosexualité, le quittera. Dans la saison 2, il sortira avec Jonathan puis dans la saison 3, il sortira avec Elliott mais celui-ci rompra avec lui dans la saison 4. 
Erik est un personnage gentil, qui ne veut faire de mal à personne. Cependant, il sera souvent la victime collatérale des manipulations de son entourage. Son coming-out est réalisé de force par Georgina Sparks, qui l'a appris avant la propre famille d'Erik et l'a dévoilé sans son accord. La réaction première de Lily est assez décevante pour Erik, qui ne se sent pas soutenu. Par la suite, l'homosexualité d'Erik sera totalement acceptée par la famille van der Woodsen.  
Son amitié avec Jenny connaît des hauts et des bas. Toujours présent pour elle, il est souvent déçu de son comportement lorsqu'elle est au lycée, cette dernière étant souvent ingrate avec lui.

## Dans les livres
Description physique : Erik est grand, mince, musclé, il a les cheveux blonds, une bouche pleine rebiquant aux coins, des dents blanches et bien droites, un menton aristocratique et d'immenses yeux bleu marine, comme sa sœur. Il a une petite cicatrice sur le menton.
Biographie : Erik van der Woodsen est le fils de William et Lillian van der Woodsen (dite Lily). Il est le frère cadet de Serena (de une ou trois années, c'est une information assez confuse dans les romans) et une version masculine de cette dernière. Tout comme sa sœur, il possède une beauté à faire tourner les têtes et un caractère agréable. De ce fait, il est aimé de tout le monde et a très fréquemment plusieurs petites copines à la fois. Il est très aimant envers sa sœur qu'il protège parfois un peu trop. Il est sorti très brièvement avec Blair/Olivia durant un séjour de ski à Sun Valley et il a même failli devenir son premier partenaire sexuel avant que cette dernière ne réalise qu'il n'était pas celui avec lequel elle avait envie de franchir ce cap pour la première fois. Erik est étudiant à l'université Brown. Il effectue sa troisième année d'études supérieures à Melbourne, en Australie, où il rencontre sa fiancée, Fiona, une jeune surfeuse grande et blonde. Dans l'adaptation de la série à la télévision, Erik est homosexuel et plus jeune que Serena de deux ans.